# Pietroasa (Câmpineanca), Vrancea
Pietroasa este un sat în comuna Câmpineanca din județul Vrancea, Muntenia, România.